# Achères-la-Forêt
Achères-la-Forêt – miejscowość i gmina we Francji, w regionie Île-de-France, w departamencie Sekwana i Marna.
Według danych na rok 1990 gminę zamieszkiwały 903 osoby, a gęstość zaludnienia wynosiła 72 osób/km² (wśród 1287 gmin regionu Île-de-France Achères-la-Forêt plasuje się na 654. miejscu pod względem liczby ludności, natomiast pod względem powierzchni na miejscu 260.).